# Martin Glover
Martin Glover (Slough, 27 december 1960) is een Brits muzikant die ook vaak onder de naam Youth opereert. Hij was een van de oprichters van de band Killing Joke. Nadat hij deze band in 1982 verlaat is hij op diverse terreinen in de muziek actief. Hij maakt onderdeel uit van diverse projecten en maakt vele remixen. Hij is actief in diverse genres zoals rock, dance en britpop. Ook was hij eigenaar van enkele platenlabels en was hij producer voor een groot aantal artiesten. Belangrijke successen waren zijn betrokkenheid bij de hit Little fluffy clouds (1990) van The Orb en de coproductie van het album Urban Hymns van The Verve. Ook vormt hij met Paul McCartney het project The Fireman.

## Killing Joke
Glover raakt als scholier betrokken bij de punkscene en is in 1978 betrokken bij de oprichting van de band Killing Joke, waarvan hij de bassist is. De band breekt in 1980 door met het album Killing Joke. Hij werkt daarna nog mee aan de albums  What's THIS For...! (1981) en Revelations (1982). Na onenigheid verlaat hij in 1982 om de band Brilliant te beginnen. In 1994 keert Hij weer terug bij de band om mee te werken aan de succesvolle comeback met het album Pandemonium, dat op zijn eigen label Butterfly records verschijnt. Na het minder succesvolle Democracy haakt hij weer af. In 2003 maakt de band opnieuw een comeback met het album Killing Joke 2003. Sindsdien is Glover weer permanent onderdeel van de band.

## Eigen projecten
In 1982 richt Glove de band Brilliant op. Deze band heeft een rommelig bestaan en wisselende bezettingen. Onder andere Guy Pratt en Jimmy Cauty maken onderdeel uit van de groep. De band begint als punkgroep maar evolueert later naar soulpop. Na een compleet geflopt album wordt de band in 1986 ontbonden. Hij heeft enkele projecten met Ben Watkins. Glover raakt in de jaren daarna ook betrokken bij de opkomst van de dancemuziek en in het bijzonder de ambient house. Hij helpt daarin Alex Paterson, een voormalige roadie van Killing Joke, om The Orb op de kaart te zetten. In 1990 produceert hij samen met Paterson de hitsingle Little fluffy clouds met hem richt hij het platenlabel WAU! Mr. Modo Recordings op dat van 1990 tot 1995 zal bestaan. In de jaren tachtig heeft hij ook al Butterfly Records opgericht waarop Heather Nova, Drum Club en Steve Hillage platen uitbrengen. Hij doet ook een bijdrage aan het album Drums Are Dangerous (1994) van Drum Club.
In 1989 richt hij het houseproject Blue Pearl op. Hiervan is zangeres Durga McBroom het gezicht. McBroom is achtergrondzangeres voor de liveact van Pink Floyd. Het nummer 'Naked in the rain' wordt daarvan een hit in meerdere landen. Ook Can you Feel the passion, dat oorspronkelijk een afgekeurde remix is voor Bizarre Inc, doet het goed, en is ook in Nederland een bescheiden hitje. In 2008 wordt de plaat nog gesampled door Phonique op zijn track The Passion. Vanwege Durga's link met Pink Floyd doen ook Richard Wright en David Gilmour een gastbijdrage aan het album. In 1993 maken ze ook een cover van Gimme Shelter van de The Rolling Stones. In 1992 werkt Glover samen met Maria McKee voor het triphop-project Sweetest Child. De gelijknamige single Sweetest Child bereikt in Nederland de Tipparade. In 1993 gaat Glover een samenwerking aan met Paul McCartney. McCartney vraagt aanvankelijk het album Off The Ground te remixen maar Glover verknipt de nummers zodanig dat een totaal nieuw album ontstaat. Ze brengen het album Strawberries Oceans Ships Forest uit als The Fireman. Aanvankelijk is de betrokkenheid van McCartney onbekend, maar wanneer dit uitlekt, komt het album onder de aandacht. Het project krijgt een vervolg met Rushes en Electric Arguments.
Aan het project wordt geen vervolg gegeven. Vanaf de jaren negentig produceert hij ook voor diverse goa-projecten. Met Saul Davies en Simon Posford sticht hij in 1998 het project Celtic cross op. Hij richt voor goaplaten ook het label Dragonfly records op. Met Paul Ferguson (Killing Joke), Tim Bran (Dreadzone) en Simon Tong (The Verve) richt hij de tijdelijke supergroep Transmission op die de albums Beyond Light (2006) en Sublimity (2008) uit. Een verzameling van zijn eigen tranceproducties brengt hij in 2005 uit op het album Calibrate Your Intuition.

## Producer
Glover groeit in de jaren negentig uit tot een verdienstelijk producer voor andere artiesten. Noemenswaardig zijn de albums Oyster (1994) van Heather Nova, Urban Hymns (1997) van The Verve en Are you listening (2007) van Dolores O'Riordan. Hij werkt ook aan albums voor Pink Floyd, Guns N' Roses, Echo & the Bunnymen, The Futureheads en Crowded House en werkte hij voor Take That, Kate Bush, Bananarama, Dido Armstrong, Beth Orton, Marilyn Manson, The Irresistible Force en Wet Wet Wet.
- Biblioteca Nacional de España: XX1144255
- Gemeinsame Normdatei: 134717953
- International Standard Name Identifier: 0000 0003 7408 4115
- Library of Congress Control Number: no00082574
- MusicBrainz: 034e64ba-210a-4223-8afa-47bd8ac0fc95
- Virtual International Authority File: 21693408